# Вобеј (Јужна Дакота)
Вобеј (енгл. Waubay) град је у америчкој савезној држави Јужна Дакота.

## Демографија
По попису из 2010. године број становника је 576, што је 86 (-13,0%) становника мање него 2000. године.
| Група             | 2000.       | 2010.       |
| Белци             | 471 (71,1%) | 342 (59,4%) |
| Афроамериканци    | 0 (0,0%)    | 0 (0,0%)    |
| Азијати           | 0 (0,0%)    | 2 (0,3%)    |
| Хиспаноамериканци | 7 (1,1%)    | 13 (2,3%)   |
| Укупно            | 662         | 576         |